# Polo aquático nos Jogos Pan-Americanos de 2015 - Feminino
O torneio feminino de polo aquático nos Jogos Pan-Americanos de 2015 foi realizado entre 7 e 14 de julho no Centro Pan-Americano Markham. Oito equipes participaram do evento.
As quatro melhores equipes classificaram-se para o torneio de qualificação olímpica a ser realizado em março de 2016, para tentar as últimas vagas aos Jogos de 2016, no Rio de Janeiro. Como o Brasil ficou entre os quatro melhores, a seleção quinto colocada se classificou.

## Medalhistas
|  | USA Estados Unidos |  | CAN Canadá |  | BRA Brasil |
|  | Samantha Hill Madeline Musselman Melissa Seidemann Rachel Fattal Caroline Clark Margaret Steffens Courtney Mathewson Kiley Neushul Ashley Grossman Kaleigh Gilchrist Makenzie Fischer Kameryn Craig Ashleigh Johnson |  | Jessica Gaudreault Krystina Alogbo Katie Monton Emma Wright Monika Eggens Jakie Kohli Joelle Bekhazi Shae Fournier Carmen Eggens Christine Robinson Stephanie Valin Dominique Perreault Claire Wright |  | Tess Oliveira Diana Abla Marina Zablith Marina Canetti Lucianne Barroncas Izabella Chiappini Catherine Oliveira Luiza Carvalho Melani Dias Viviane Bahia Mirella Coutinho Gabriela Dias Victória Chamorro |

## Formato
As oito equipes foram divididas em dois grupos de quatro equipes. Cada equipe enfrentou as outras no mesmo grupo, totalizando três jogos. As duas primeiras colocadas de cada grupo se classificaram as semifinais e as restantes para jogos de definição do quinto ao oitavo lugar. Nas semifinais, as vencedoras disputaram a medalha de ouro e as perdedoras a de bronze.

## Primeira fase
|  | Equipes classificadas à fase final            |
|  | Equipes classificadas à disputa de 5–8º lugar |

Todas as partidas seguem o fuso horário local (UTC−5).

### Grupo A
| Seleção            | P | J | V | E | D | GP | GC | SG  |
| ------------------ | - | - | - | - | - | -- | -- | --- |
| USA Estados Unidos | 6 | 3 | 3 | 0 | 0 | 73 | 9  | +64 |
| CUB Cuba           | 4 | 3 | 2 | 0 | 1 | 24 | 30 | –6  |
| ARG Argentina      | 2 | 3 | 1 | 0 | 2 | 16 | 48 | –32 |
| MEX México         | 0 | 3 | 0 | 0 | 3 | 20 | 46 | –26 |

| 7 de julho 10:00 | Relatório | Estados Unidos                          | 25 – 3 | México | Centro Pan-Americano Markham, Markham Juízes: VEN Hugo Paredes BRA João Cardenuto |
| 7 de julho 10:00 | Relatório | Placar por quartos: 6–0, 10–1, 7–0, 2–2 |        |        | Centro Pan-Americano Markham, Markham Juízes: VEN Hugo Paredes BRA João Cardenuto |
| 7 de julho 10:00 | Relatório | Steffens, Grossman 4                    | Gols   | Ríos 2 | Centro Pan-Americano Markham, Markham Juízes: VEN Hugo Paredes BRA João Cardenuto |

| 8 de julho 08:00 | Relatório | México                                 | 8 – 10 | Argentina        | Centro Pan-Americano Markham, Markham Juízes: BRA João Cardenuto PUR Reynel Castillo |
| 8 de julho 08:00 | Relatório | Placar por quartos: 1–2, 1–2, 3–2, 3–4 |        |                  | Centro Pan-Americano Markham, Markham Juízes: BRA João Cardenuto PUR Reynel Castillo |
| 8 de julho 08:00 | Relatório | Castro, Morales 2                      | Gols   | M. De Virgilio 4 | Centro Pan-Americano Markham, Markham Juízes: BRA João Cardenuto PUR Reynel Castillo |

| 8 de julho 10:00 | Relatório | Estados Unidos                         | 18 – 3 | Cuba                       | Centro Pan-Americano Markham, Markham Juízes: BRA Edmundo Rodrigues CAN William Mackay |
| 8 de julho 10:00 | Relatório | Placar por quartos: 4–1, 4–0, 6–1, 4–1 |        |                            | Centro Pan-Americano Markham, Markham Juízes: BRA Edmundo Rodrigues CAN William Mackay |
| 8 de julho 10:00 | Relatório | Steffens, Fischer 3                    | Gols   | Garlobo, Bernal, Morales 1 | Centro Pan-Americano Markham, Markham Juízes: BRA Edmundo Rodrigues CAN William Mackay |

| 9 de julho 10:00 | Relatório | Cuba                                   | 10 – 3 | Argentina                                 | Centro Pan-Americano Markham, Markham Juízes: VEN Arnoldo Zambrano CAN Stéphane Roy |
| 9 de julho 10:00 | Relatório | Placar por quartos: 1–0, 3–0, 3–1, 3–2 |        |                                           | Centro Pan-Americano Markham, Markham Juízes: VEN Arnoldo Zambrano CAN Stéphane Roy |
| 9 de julho 10:00 | Relatório | Bravo, Bernal 3                        | Gols   | Hatcher, R. De Virgilio, M. De Virgilio 1 | Centro Pan-Americano Markham, Markham Juízes: VEN Arnoldo Zambrano CAN Stéphane Roy |

| 11 de julho 08:00 | Relatório | Estados Unidos                          | 30 – 3 | Argentina | Centro Pan-Americano Markham, Markham Juízes: VEN Hugo Paredes BRA Edmundo Rodrigues |
| 11 de julho 08:00 | Relatório | Placar por quartos: 8–0, 6–1, 6–1, 10–1 |        |           | Centro Pan-Americano Markham, Markham Juízes: VEN Hugo Paredes BRA Edmundo Rodrigues |
| 11 de julho 08:00 | Relatório | Clark 7                                 | Gols   | Font 2    | Centro Pan-Americano Markham, Markham Juízes: VEN Hugo Paredes BRA Edmundo Rodrigues |

| 11 de julho 10:00 | Relatório | México                                 | 9 – 11 | Cuba                                      | Centro Pan-Americano Markham, Markham Juízes: PUR Reynel Castillo CAN William Mackay |
| 11 de julho 10:00 | Relatório | Placar por quartos: 4–4, 2–1, 2–3, 1–3 |        |                                           | Centro Pan-Americano Markham, Markham Juízes: PUR Reynel Castillo CAN William Mackay |
| 11 de julho 10:00 | Relatório | Murrieta, Castro 3                     | Gols   | González, Garlobo, Bernal, López, Ortiz 2 | Centro Pan-Americano Markham, Markham Juízes: PUR Reynel Castillo CAN William Mackay |

### Grupo B
| Seleção        | P | J | V | E | D | GP | GC | SG  |
| -------------- | - | - | - | - | - | -- | -- | --- |
| CAN Canadá     | 5 | 3 | 2 | 1 | 0 | 41 | 16 | +25 |
| BRA Brasil     | 5 | 3 | 2 | 1 | 0 | 42 | 18 | +24 |
| VEN Venezuela  | 1 | 3 | 0 | 1 | 2 | 16 | 44 | –28 |
| PUR Porto Rico | 1 | 3 | 0 | 1 | 2 | 26 | 47 | –21 |

| 7 de julho 08:00 | Relatório | Venezuela                              | 11 – 11 | Porto Rico | Centro Pan-Americano Markham, Markham Juízes: USA Humberto Navarro ARG Guillermo Grgicevic |
| 7 de julho 08:00 | Relatório | Placar por quartos: 3–2, 5–3, 1–5, 2–1 |         |            | Centro Pan-Americano Markham, Markham Juízes: USA Humberto Navarro ARG Guillermo Grgicevic |
| 7 de julho 08:00 | Relatório | Araujo 3                               | Gols    | Medina 4   | Centro Pan-Americano Markham, Markham Juízes: USA Humberto Navarro ARG Guillermo Grgicevic |

| 7 de julho 12:00 | Relatório | Canadá                                                          | 7 – 7 | Brasil                      | Centro Pan-Americano Markham, Markham Juízes: ARG Diego Garibaldi MEX Daniel Vázquez |
| 7 de julho 12:00 | Relatório | Placar por quartos: 1–2, 2–1, 2–3, 2–1                          |       |                             | Centro Pan-Americano Markham, Markham Juízes: ARG Diego Garibaldi MEX Daniel Vázquez |
| 7 de julho 12:00 | Relatório | Alogbo, Monton, Wright, Eggens, Fournier, Robinson, Perreault 1 | Gols  | Chiappini, Dias, Coutinho 2 | Centro Pan-Americano Markham, Markham Juízes: ARG Diego Garibaldi MEX Daniel Vázquez |

| 8 de julho 12:00 | Relatório | Venezuela                              | 4 – 15 | Canadá      | Centro Pan-Americano Markham, Markham Juízes: MEX Claudia Aguilar USA Mark Maretzki |
| 8 de julho 12:00 | Relatório | Placar por quartos: 0–4, 1–3, 1–4, 2–4 |        |             | Centro Pan-Americano Markham, Markham Juízes: MEX Claudia Aguilar USA Mark Maretzki |
| 8 de julho 12:00 | Relatório | Hernández, Torres, Araujo, Agelvis 1   | Gols   | Perreault 3 | Centro Pan-Americano Markham, Markham Juízes: MEX Claudia Aguilar USA Mark Maretzki |

| 9 de julho 08:00 | Relatório | Venezuela                              | 1 – 18 | Brasil      | Centro Pan-Americano Markham, Markham Juízes: HUN Thomas Molnar MEX Daniel Vázquez |
| 9 de julho 08:00 | Relatório | Placar por quartos: 0–4, 0–2, 1–7, 0–5 |        |             | Centro Pan-Americano Markham, Markham Juízes: HUN Thomas Molnar MEX Daniel Vázquez |
| 9 de julho 08:00 | Relatório | Araujo 1                               | Gols   | Chiappini 7 | Centro Pan-Americano Markham, Markham Juízes: HUN Thomas Molnar MEX Daniel Vázquez |

| 9 de julho 12:00 | Relatório | Canadá                                 | 19 – 5 | Porto Rico | Centro Pan-Americano Markham, Markham Juízes: ARG Diego Garibaldi MEX Claudia Aguilar |
| 9 de julho 12:00 | Relatório | Placar por quartos: 4–1, 4–2, 5–0, 6–2 |        |            | Centro Pan-Americano Markham, Markham Juízes: ARG Diego Garibaldi MEX Claudia Aguilar |
| 9 de julho 12:00 | Relatório | Robinson 4                             | Gols   | García 2   | Centro Pan-Americano Markham, Markham Juízes: ARG Diego Garibaldi MEX Claudia Aguilar |

| 11 de julho 12:00 | Relatório | Porto Rico                             | 10 – 17 | Brasil        | Centro Pan-Americano Markham, Markham Juízes: ESP Jaume Teixidó USA Mark Maretzki |
| 11 de julho 12:00 | Relatório | Placar por quartos: 2–4, 5–3, 1–5, 2–5 |         |               | Centro Pan-Americano Markham, Markham Juízes: ESP Jaume Teixidó USA Mark Maretzki |
| 11 de julho 12:00 | Relatório | Medina 3                               | Gols    | C. Oliveira 3 | Centro Pan-Americano Markham, Markham Juízes: ESP Jaume Teixidó USA Mark Maretzki |

## Fase final

### Classificação 5º–8º lugar
|  | Classificação 5º–8º lugar | Classificação 5º–8º lugar |    |                     | 5º lugar            | 5º lugar |  |
|  |                           |                           |    |                     |                     |          |  |
|  | 12 de julho – 12:00       |                           |    |                     |                     |          |  |
|  | Argentina                 | 6                         |    |                     |                     |          |  |
|  | Porto Rico                | 14                        |    |                     |                     |          |  |
|  |                           |                           |    |                     |                     |          |  |
|  |                           |                           |    |                     | 14 de julho – 14:00 |          |  |
|  |                           |                           |    |                     | Porto Rico          | 12       |  |
|  |                           | México                    | 11 |                     |                     |          |  |
|  |                           |                           |    |                     |                     |          |  |
|  |                           |                           |    |                     |                     |          |  |
|  |                           |                           |    |                     | 7º lugar            |          |  |
|  | 12 de julho – 14:00       | 12 de julho – 14:00       |    | 14 de julho – 12:00 | 14 de julho – 12:00 |          |  |
|  | Venezuela                 | 8                         |    | Argentina           | 8                   |          |  |
|  | México                    | 10                        |    |                     | Venezuela           | 9        |  |

| 12 de julho 12:00 | Relatório | Argentina                              | 6 – 14 | Porto Rico | Centro Pan-Americano Markham, Markham Juízes: USA Humberto Navarro BRA João Cardenuto |
| 12 de julho 12:00 | Relatório | Placar por quartos: 1–3, 2–4, 0–3, 3–4 |        |            | Centro Pan-Americano Markham, Markham Juízes: USA Humberto Navarro BRA João Cardenuto |
| 12 de julho 12:00 | Relatório | Font 3                                 | Gols   | Medina 5   | Centro Pan-Americano Markham, Markham Juízes: USA Humberto Navarro BRA João Cardenuto |

| 12 de julho 14:00 | Relatório | Venezuela                              | 8 – 10 | México   | Centro Pan-Americano Markham, Markham Juízes: BRA Edmundo Rodrigues CAN Stéphane Roy |
| 12 de julho 14:00 | Relatório | Placar por quartos: 2–3, 2–3, 2–3, 2–1 |        |          | Centro Pan-Americano Markham, Markham Juízes: BRA Edmundo Rodrigues CAN Stéphane Roy |
| 12 de julho 14:00 | Relatório | Hernández 3                            | Gols   | Castro 3 | Centro Pan-Americano Markham, Markham Juízes: BRA Edmundo Rodrigues CAN Stéphane Roy |

### Semifinais
|  | Semifinais          | Semifinais          |   |                     | Final               | Final |  |
|  |                     |                     |   |                     |                     |       |  |
|  | 12 de julho – 20:00 |                     |   |                     |                     |       |  |
|  | Estados Unidos      | 16                  |   |                     |                     |       |  |
|  | Brasil              | 3                   |   |                     |                     |       |  |
|  |                     |                     |   |                     |                     |       |  |
|  |                     |                     |   |                     | 14 de julho – 20:00 |       |  |
|  |                     |                     |   |                     | Estados Unidos      | 13    |  |
|  |                     | Canadá              | 4 |                     |                     |       |  |
|  |                     |                     |   |                     |                     |       |  |
|  |                     |                     |   |                     |                     |       |  |
|  |                     |                     |   |                     | 3º lugar            |       |  |
|  | 12 de julho – 18:00 | 12 de julho – 18:00 |   | 14 de julho – 18:00 | 14 de julho – 18:00 |       |  |
|  | Canadá              | 14                  |   | Brasil              | 9                   |       |  |
|  | Cuba                | 7                   |   |                     | Cuba                | 6     |  |

| 12 de julho 18:00 | Relatório | Canadá                                 | 14 – 7 | Cuba     | Centro Pan-Americano Markham, Markham Juízes: ARG Diego Garibaldi PUR Reynel Castillo |
| 12 de julho 18:00 | Relatório | Placar por quartos: 3–1, 5–1, 2–3, 4–2 |        |          | Centro Pan-Americano Markham, Markham Juízes: ARG Diego Garibaldi PUR Reynel Castillo |
| 12 de julho 18:00 | Relatório | Eggens, Robinson 3                     | Gols   | Bernal 3 | Centro Pan-Americano Markham, Markham Juízes: ARG Diego Garibaldi PUR Reynel Castillo |

| 12 de julho 20:00 | Relatório | Estados Unidos                         | 16 – 3 | Brasil                       | Centro Pan-Americano Markham, Markham Juízes: HUN Diego Garibaldi ESP Reynel Castillo |
| 12 de julho 20:00 | Relatório | Placar por quartos: 3–1, 6–1, 5–0, 2–1 |        |                              | Centro Pan-Americano Markham, Markham Juízes: HUN Diego Garibaldi ESP Reynel Castillo |
| 12 de julho 20:00 | Relatório | Steffens, Matthewson 3                 | Gols   | Zablith, C. Oliveira, Dias 1 | Centro Pan-Americano Markham, Markham Juízes: HUN Diego Garibaldi ESP Reynel Castillo |

### Disputa pelo 7º lugar
| 14 de julho 12:00 | Relatório | Argentina                                        | 8 – 9 | Venezuela | Centro Pan-Americano Markham, Markham Juízes: BRA João Cardenuto CUB Constantino Castro |
| 14 de julho 12:00 | Relatório | Placar por quartos: 0–1, 1–2, 2–1, 2–1 Pro.: 3–4 |       |           | Centro Pan-Americano Markham, Markham Juízes: BRA João Cardenuto CUB Constantino Castro |
| 14 de julho 12:00 | Relatório | De Virgilio 2                                    | Gols  | Rolfo 2   | Centro Pan-Americano Markham, Markham Juízes: BRA João Cardenuto CUB Constantino Castro |

### Disputa pelo 5º lugar
| 14 de julho 14:00 | Relatório | Porto Rico                             | 12 – 11 | México   | Centro Pan-Americano Markham, Markham Juízes: CUB Juan Menéndez ARG Diego Garibaldi |
| 14 de julho 14:00 | Relatório | Placar por quartos: 2–3, 4–3, 4–1, 2–4 |         |          | Centro Pan-Americano Markham, Markham Juízes: CUB Juan Menéndez ARG Diego Garibaldi |
| 14 de julho 14:00 | Relatório | Ralat 4                                | Gols    | Castro 4 | Centro Pan-Americano Markham, Markham Juízes: CUB Juan Menéndez ARG Diego Garibaldi |

### Disputa pelo bronze
| 14 de julho 18:00 | Relatório | Brasil                                 | 9 – 6 | Cuba    | Centro Pan-Americano Markham, Markham Juízes: USA Mark Maretzki CAN William Mackay |
| 14 de julho 18:00 | Relatório | Placar por quartos: 2–0, 2–2, 2–2, 3–2 |       |         | Centro Pan-Americano Markham, Markham Juízes: USA Mark Maretzki CAN William Mackay |
| 14 de julho 18:00 | Relatório | Chiappini 6                            | Gols  | Ortiz 2 | Centro Pan-Americano Markham, Markham Juízes: USA Mark Maretzki CAN William Mackay |

### Final
| 14 de julho 20:00 | Relatório | Estados Unidos                         | 13 – 4 | Canadá   | Centro Pan-Americano Markham, Markham Juízes: HUN Thomas Molnar ESP Jaume Teixidó |
| 14 de julho 20:00 | Relatório | Placar por quartos: 3–2, 3–1, 4–0, 3–1 |        |          | Centro Pan-Americano Markham, Markham Juízes: HUN Thomas Molnar ESP Jaume Teixidó |
| 14 de julho 20:00 | Relatório | Steffens, Mathewson 4                  | Gols   | Eggens 2 | Centro Pan-Americano Markham, Markham Juízes: HUN Thomas Molnar ESP Jaume Teixidó |

## Classificação final
| Pos.              | Equipe             | Campanha | Campanha | Campanha |
| Pos.              | Equipe             | V        | E        | D        |
| ----------------- | ------------------ | -------- | -------- | -------- |
| Medalha de ouro   | USA Estados Unidos | 5        | 0        | 0        |
| Medalha de prata  | CAN Canadá         | 3        | 1        | 1        |
| Medalha de bronze | BRA Brasil         | 3        | 1        | 1        |
| 4                 | CUB Cuba           | 2        | 0        | 3        |
| 5                 | PUR Porto Rico     | 2        | 1        | 2        |
| 6                 | MEX México         | 1        | 0        | 4        |
| 7                 | VEN Venezuela      | 1        | 1        | 3        |
| 8                 | ARG Argentina      | 1        | 0        | 4        |